# Профиль равновесия
Профиль равновесия (водотока) — продольный профиль русла водотока в виде плавной кривой, более крутой в верховьях и почти горизонтальной в нижнем течении; на всём протяжении такой поток не должен производить донной эрозии.
Форма профиля равновесия зависит от смены на протяжении реки ряда факторов (расхода воды, характера наносов, особенностей горных пород, формы русла и др.), влияющих на эрозионно-аккумулятивные процессы. Однако определяющим фактором является характер рельефа на протяжении речной долины. Так, выход реки из горной области на равнину вызывает быстрое убывание уклонов русла.
Профиль равновесия реки — предельная форма профиля, к которому стремится водоток при стабильном базисе эрозии.